# Franz Ignatz von Pinto
Franz Ignatz von Pinto (* 1725 im Piemont; † 18. Dezember 1788 in Potsdam) war ein preußischer Generalmajor, Ingenieur und Erbherr von Mettkau, Liebenau und Gallenau. Die preußische Anerkennung des Grafenstandes erfolge 1770.

## Leben

### Herkunft
Er stammt aus dem Piemont und wurde als Militäringenieur für die preußische Armee angeworben (vermutlich auf Empfehlung Voltaires). Schon sein Vater Lorenzo Bernardino de Pinto, Comte Barri di Massone (1704–1788) war Militäringenieur und für den Bau der Festungen Demonte, Exilles und Tortona mitverantwortlich.

### Militärische Karriere
Pinto kam am 18. Mai 1764 als Kapitän in das Gefolge des preußischen Königs Friedrich II. und wurde Ende Juli 1765 Major sowie dessen Flügeladjutant. Am 24. Juli 1767 erhielt er vom König den Auftrag neue Pläne für die Festungen Silberberg und Glatz zu erstellen. Etwas später war er Mitte März 1768 erneut wegen des Festungsbaus in Schlesien unterwegs. Am 1. November 1773 vertrat er den König bei der Einweihung der neuen katholischen Kirche in Berlin. Am 22. Juni 1775 stieg er zum Oberstleutnant in der Suite des Königs auf und wurde „Marechal des logis“. Am 9. Juni 1778 wurde Pinto auf Feldetat gesetzt und einen Monat später nach Silberberg kommandiert, um den dortigen Kommandanten zu vertreten. Dann nahm er am Bayerischen Erbfolgekrieg teil und kehrte Anfang März 1779 auf die Silberberg zurück, um seine angeschlagene Gesundheit wieder herzustellen. Am 21. Juni 1779 erfolgt seine Beförderung zum Oberst und im Jahr darauf schickt ihn der König nach Italien, um Soldaten zu werben. Pinto erkrankt auf der Reise und kam nach Turin, wohin ihm der König am 29. Mai 1781 Genesungswünsche schickt. Am 11. März 1783 erhält er das Schlesische Inkolat für seine Lehen Liebenau, Kreis Münsterberg und Gallenau, Kreis Frankenstein, die er vom König geschenkt bekam. Am 4. November 1786 wurde er mit Patent vom 5. März 1786 Generalmajor mit einem Gehalt von 3000 Talern jährlich. Pinto starb am 28. Dezember 1788 in Potsdam.

### Familie
Ursprünglich plante er die Tochter des Bürgermeisters von Silberberg Rahm zu heiraten, die Pläne wurden aber vom König verhindert. Stattdessen heiratete er Wilhelmine Katharina von Tarrach (1757–1833), Tochter des Geheimen Finanzrates Friedrich Wilhelm von Tarrach (1718–1782). Das Paar hatte mehrere Kinder:
- Charlotte (1776–1839)

⚭ 24. Mai 1797 (geschieden) Gustav von Wartensleben (1774–1834) preußischer Generalmajor
⚭ 1804 Eugen Maximilian von Roeder (1782–1844), preußischer Generalleutnant
- Heinrich Ignatz Friedrich Ludwig (1777–1855), Leutnant, Erbherr von Gallenau, Liebenau und Mettkau

⚭ N.N.
⚭ N.N. von Ullasczewicz
⚭ Josephine von Podczaska
- Ludwig (1780–1836), preußischer Major im Leibinfanterieregiment

⚭ Anna Maria von Berchem (* 14. September 1784)
⚭ Eleonora von Unruh
- Friedrich (1781–1820), preußischer Major ⚭ Mai 1815 Marie de Grand-Ry (* 1783)

Nach dem Tod Pintos wurde der General Ernst von Rüchel als Vormund für die Kinder bestellt. Die Witwe heiratet nach dem Tod ihres Mannes den General Hans Rudolf von Bischoffwerder.